# Chris Taylor (musiker)
Chris Taylor, född 29 augusti 1981 i Seattle, är multi-instrumentalist i det amerikanska bandet Grizzly Bear.
Han har gått på New York University. Han gick med i Grizzly Bear efter debutalbumet Horn of Plenty.